# Criticar por criticar
«Criticar por criticar» es una canción del grupo español Fangoria compuesta para su quinto álbum de estudio, El extraño viaje. Las compañías Warner Music, +Más y DRO la publicaron el 2 de octubre de 2006 como el primer sencillo del álbum.

## Vídeo musical
El vídeo musical de esta canción fue grabado en la discoteca Spartacus, en México. En el vídeo, al principio, se ve como Nacho Va caminando por la calle, de noche, y entra a la discoteca. Dentro aparece Alaska bailando en el escenario y haciendo playback con la canción. Hay algunos planos en los que se la ve con peluca naranja con flequillo, como la que lleva en la portada del disco. Todos en el vídeo aparecen vestidos de blanco.

## Incluido en
A continuación se muestran los álbumes y formatos oficiales en los que "Criticar por criticar" ha sido incluida.
- 2006, CD Maxisingle Criticar por criticar (versión álbum, "Chicks On Speed y Christopher Just Remix") - (DRO Atlantic)
- 2006, CD El extraño viaje - (DRO Atlantic)
- 2006, CD/DVD El extraño viaje  - (DRO Atlantic)
- 2007, CD/DVD ¡Viven! (Versión grabada en directo) - (DRO)
- 2007, CD El extraño viaje revisitado (CD, "Chicks On Speed y Christopher Just Remix" y "Spam Remix";DVD, Videoclip) - (DRO Atlantic)
- 2009, CD/DVD Completamente (DVD "Televisivamente", Versión grabada en directo en el FIB 2009) - (DRO)
- 2010, CD El paso trascendental del vodevil a la astracanada (CD 2, Vodevil) - (Warner Bros. Records)
- 2010, CD/DVD El paso trascendental del vodevil a la astracanada, Edición de Lujo 3 CD y DVD (CD 2, Vodevil; DVD, Videoclip) - (Warner Bros. Records)
- 2011, CD/DVD Operación Vodevil (Versión grabada en directo) - (Warner Bros. Records)

## Versiones oficiales
A continuación se enlistan las versiones oficiales de la canción:
- Álbum Versión - (3:33)
- Chicks On Speed y Christopher Just Remix - (5:47)
- Spam Remix - (3:38)
- Versión editada de El paso trascendental del vodevil a la astracanada - (3:24)
- Versión grabada en directo para ¡Viven! - (4:25)
- Versión grabada en directo para "Televisivamente", DVD de Completamente - (4:10)
- Versión grabada en directo para Operación Vodevil - (2:08)